# Grattersdorf
Grattersdorf est une commune de Bavière (Allemagne), située dans l'arrondissement de Deggendorf, dans le district de Basse-Bavière.

## Quartiers
La municipalité est composée des villages suivants: Grattersdorf, Nabin, Oberaign, Winsing.